# Geraldine (Alabama)
Pour les articles homonymes, voir Geraldine.
Geraldine, est une ville du comté de DeKalb dans l'État d'Alabama, aux États-Unis,. Elle est située au nord-est de l'État.

## Histoire
La ville est fondée dans les années 1880. Une demande de bureau postal est faite en 1892, nommant la ville Lee, mais durant la procédure le nom est rayé et remplacé par Geraldine et c'est sous ce nom que la ville se fait connaître. Elle est incorporée en février 1957.

## Démographie
| 1960 | 1970 | 1980 | 1990 | 2000 | 2010 | - | - |
| ---- | ---- | ---- | ---- | ---- | ---- | - | - |
| 340  | 610  | 911  | 801  | 786  | 896  | - | - |

## Source de la traduction
- (en) Cet article est partiellement ou en totalité issu de l’article de Wikipédia en anglais intitulé « Geraldine, Alabama » (voir la liste des auteurs).